# Барулев, Владимир Александрович
Владимир Александрович Барулев — советский хозяйственный и государственный деятель, лауреат Государственной премии СССР за выдающиеся достижения в труде.

## Биография
Родился в 1948 году в поселке Панино. Член КПСС.
В 1966—1969 — рабочий Комсомольского леспромхоза, в 1969—1990 — машинист технологических компрессоров в Комсомольском линейном производственном управлении магистральных газопроводов объединения «Тюменьтрансгаз», в 1990—1998 — инженер по охране труда и технике безопасности Комсомольского линейно-производственного управления магистральных газопроводов.
За большой личный вклад в дело увеличения добычи нефти и газа был в составе коллектива удостоен Государственной премии СССР за выдающиеся достижения в труде 1982 года.
Почетный работник газовой промышленности СССР.
Почетный гражданин Советского района ХМАО-Югра.
Делегат XIX конференции КПСС.
Живёт в Югорске.

## Награды
- Орден Ленина (1986)
- Орден Трудового Красного Знамени (1980)
- Орден Знак Почёта (1976)